# Житков, Андрей Викторович
Андре́й Ви́кторович Житко́в (27 июля 1962, Свердловск) — российский сценарист, прозаик.

## Биография
Родился 26 июня 1962 года в Свердловске в семье инженеров.
Призван на срочную военную службу в Советскую армию в 1981 году. Служил в учебном полку в Челябинской области, в апреле 1982 года в звании сержанта направлен в 181-й мотострелковый полк в Афганистан (Кабул). Участвовал в Панджшерской войсковой операции, а также в боевых действиях, проходивших в городах Чарикаре, Джелалабаде, Баграме, Газни, Кабуле и других. Награждён медалью «За боевые заслуги». Демобилизовался в ноябре 1983 года.
Окончил филологический факультет Уральского государственного университета.
В 1989 году поступил во ВГИК (сценарно-киноведческий факультет), учёбу в котором окончил в 1994 году.
В 1995 году поступил в Свердловский педагогический институт, на кафедру русского языка и литературы дефектологического факультета. Там под руководством профессора А. П. Чудинова работал над диссертацией под названием «Синестезия одорической лексики в произведениях И. А. Бунина», которую защитил в 1999 году, получив степень кандидата филологических наук.
Преподавал русский язык, писал книги.
В 1999 году переехал в Москву, начал писать сценарии. К 2005 году Житковым было написано около 150 сценариев.
С 2000 года член Союза писателей Москвы. Проза переведена на английский и немецкий языки.

## Сценарии кинофильмов
- 2022 — Наследие (участие)
- 2022 — Диверсант. Идеальный штурм
- 2020 — Диверсант. Крым
- 2016 — Следы на воде
- 2014 — Слава
- 2014 — Плата по счетчику
- 2014 — Доктор смерть
- 2013 — Человек ниоткуда
- 2013 — Людмила[3]
- 2012 — Ночные ласточки
- 2012 — Золотой запас
- 2012 — Братья
- 2011 — Москва. Три вокзала
- 2010 — Золотой капкан
- 2009 — Хранитель
- 2008 — Мальтийский крест
- 2008 — Морской патруль
- 2007 — Диверсант. Конец войны
- 2006 — Псевдоним «Албанец»
- 2004 — Диверсант[1][4]

## Книги Андрея Житкова
Недавно мне попалась повесть Андрея Житкова «Жизнь и смерть сержанта Шеломова». Абсолютно неизвестное произведение и автор. Нигде она в литпроцессе не звучала. А хорошая настоящая повесть.
- Андрей Житков. Жизнь и смерть сержанта Шеломова. — М.: Молодая гвардия, 1992. — 192 с. — ISBN 5-235-01889-3.
- Андрей Житков. Лучше бы ты умер. — М.: Армада, 1996. — 394 с. — ISBN 5-7632-0105-1.
- Андрей Житков. Лучше бы ты умер. — М.: Калан, 1998. — 416 с. — ISBN 5-88507-05102.
- Андрей Житков. Кафедра. — М.: Вагриус, 2000. — 352 с. — ISBN 5-264-00230-4.
- Андрей Житков. Супермаркет. — М.: Вагриус, 2000. — 352 с. — ISBN 5-264-00350-5.
- Андрей Житков. Супермаркет. — М.: Вагриус, 2001. — 352 с. — ISBN 5-264-00418-8.
- Андрей Житков. Риелтор. — М.: Олимп, АСТ, 2002. — 352 с. — ISBN 5-8195-0877-7.
- Андрей Житков. Хакер. — М.: Олимп, АСТ, 2002. — 352 с. — ISBN 5-17-014745-7.
- Андрей Житков. Супермаркет. — М.: Эксмо, Яуза, 2007. — 384 с. — ISBN 978-5-699-19677-7.